# Молодіжна збірна Словаччини з хокею із шайбою
Молодіжна збірна Словаччини з хокею із шайбою (словац. Slovenské národné hokejové mužstvo hráčov do 20 rokov) — національна молодіжна збірна з хокею із шайбою, складена з гравців віком не більше 20 років, яка представляє Словаччину на міжнародних змаганнях. Утворена у 1994 році. Контроль і організацію здійснює Словацький союз льодового хокею (СЗЛХ).

## Історія
Молодіжна збірна Словаччини є постійним учасником чемпіонатів світу серед молодіжних команд з 1994 року (з 1 січня Словаччина стала самостійною державою), найвище досягнення це третє місце на чемпіонатах світу 1999 та 2015 років.

## Результати на чемпіонатах світу

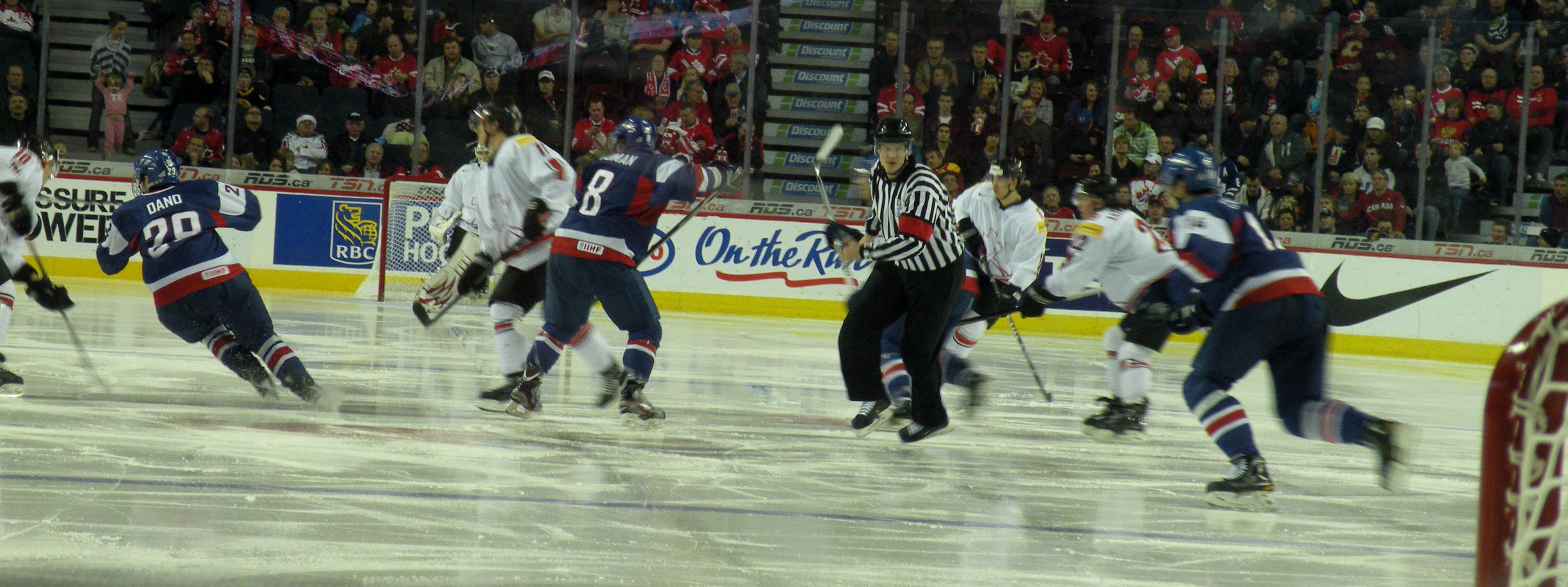
Матч збірних Словаччини та Швейцарії на чемпіонаті світу 2012 року.

| Рік  | Дивізіон     | Місце |
| ---- | ------------ | ----- |
| 1994 | ЧС Група «С» | 1     |
| 1995 | ЧС Група «В» | 2     |
| 1996 | ЧС           | 7     |
| 1997 | ЧС           | 6     |
| 1998 | ЧС           | 9     |
| 1999 | ЧС           | 3     |
| 2000 | ЧС           | 9     |
| 2001 | ЧС           | 8     |
| 2002 | ЧС           | 8     |
| 2003 | ЧС           | 5     |
| 2004 | ЧС           | 6     |
| 2005 | ЧС           | 7     |
| 2006 | ЧС           | 8     |
| 2007 | ЧС           | 8     |
| 2008 | ЧС           | 7     |
| 2009 | ЧС           | 4     |
| 2010 | ЧС           | 8     |
| 2011 | ЧС           | 8     |
| 2012 | ЧС           | 6     |
| 2013 | ЧС           | 8     |
| 2014 | ЧС           | 8     |
| 2015 | ЧС           | 3     |
| 2016 | ЧС           | 7     |
| 2017 | ЧС           | 8     |
| 2018 | ЧС           | 7     |
| 2019 | ЧС           | 8     |
| 2020 | ЧС           | 8     |
| 2021 | ЧС           | 8     |
| 2022 | ЧС           | 9     |
| 2023 | ЧС           | 6     |
| 2024 | ЧС           | 6     |
| 2025 | ЧС           | 6     |